# Robert Lee Park
Robert Lee Park   (Kansas City, 16 de gener de 1931 - 29 d'abril de 2020), conegut com a Bob Park, fou professor de física a la Universitat de Maryland i director executiu de l'American Physical Society.
Park era sobretot conegut per la seva postura crítica, en el seu llibre Voodoo Science, enfront de les medicines alternatives i pseudociències com la telepatia i l'homeopatia. També era vist en els mitjans com un crític dels vols tripulats a l'espai, empreses per a colonitzar l'espai i l'escut de míssils dels Estats Units; temes que han estat tan utilitzats com a recurs electoral a les eleccions americanes de finals del segle XX i principis del XIX. Bob Park també criticava durament inventors com Dennis Lee, que diu haver inventat una màquina que podria donar energia de franc. Amb aquesta postura i molts altres casos d'inventors de màquines miraculoses, Bob Park hi posava una mica de llum i de sentit comú desemmascarant el que es coneixen com a màquines de moviment perpetu, que violen la llei de conservació de l'energia i que, en conseqüència, són rebutjades per la comunitat científica. Bob Park criticava sistemàticament els patrons allunyats del mètode científic que segueixen aquests inventors, com són la falta d'experiments que provin els resultats, el secretisme amb la comunitat científica i l'engany.
Park escrivia una columna setmanal, What's New, en la qual feia comentaris de les últimes novetats en temes científics, exploració de l'espai, energia, el paper dels governs, pseudociència, medicines alternatives, les armes nuclears i sobretot la forta controvèrsia que hi havia als EUA sobre el creacionisme i la negació de l'evolució de Darwin.
També va advertit del perill que la Viquipèdia pugui ser objectiu d'un mal ús per part dels partidaris de les pseudociències.

## Llibres
- (anglès) Voodoo Science: The Road from Foolishness to Fraud, Oxford University Press, 2001. ISBN 0-19-514710-3.